# 187 (فلم)
187 فيلم أمريكي درامي وإجرامي وإثارة وهو من بطولة صامويل جاكسون وجون هيرد. وصور في ثانوية فيردوغو هيلز وثانوية أدامز.

## ملخص الفيلم
بعد سنة من تعرضه للطعن بواسطة أحد الطلاب، ينتقل معلم بمدرسة ثانوية في (بروكلين) إلى (لوس أنجلوس) ويعود إلى التدريس متوتر الأعصاب ومهزوز العزيمة. مرة أخرى يجد نفسه في عالم يسود فيه انعدام الأخلاق والعنف الذي كان يأمل في نسيانه. ويدفعه موقف إدارة المدرسة التي تخشى النزاع القضائي، والمدرسين الذين تملك الإحباط من نفوسهم، إلى اتخاذ موقف بطولي في وجه العنف.

## طاقم التمثيل
- صامويل جاكسون
- جون هيرد
- كيلي روان
- كليفتون كولينز جونيور
- توني بلانا
- كارينا أرويافي
- جاك كهلر
- ميثود مان
- كاثرين لي سكوت

## الاستقبال
لم يحظ الفيلم باسقبال جيد بين النقاد، وحصل على نسبة 31% في موقع الطماطم الفاسدة، وجمع الفيلم بعد إطلاقه الصالات المحلية 5.7 مليون دولار

## وصلات خارجية
- مقالات تستعمل روابط فنية بلا صلة مع ويكي بيانات